# FIA Motorsport Games
Les FIA Motorsport Games sont une compétition automobile multidiscipline par nation, sous l'égide de la Fédération internationale de l'automobile. 

## Histoire
La première édition est lancée en 2019, et fait suite à une initiative de SRO Motorsports Group qui avait organisé une Coupe des nations GT. Le concept des Motorsport Games est inspiré de celui des Jeux olympiques. Pour la première édition qui se tient à Rome, six disciplines sont représentées.
La deuxième édition est prévue à Marseille pour 2020. Mais à cause de la pandémie de Covid-19, la compétition est d'abord reportée à 2021, puis 2022. Le nombre d'épreuves est fortement augmenté par rapport à 2019.
La FIA confirme que l'épreuve se tiendra désormais une fois tous les deux ans, et confirme l'édition 2024, qui se tiendra à Valence.

## Editions
- 1re :  Rome 2019
- 2e :  Marseille 2022
- 3e :  Valence 2024